# Rückert-Lieder
I Rückert-Lieder sono cinque lieder per voce e orchestra composti da Gustav Mahler fra il 1901 e il 1902 su testi del poeta Friedrich Rückert.

## Storia
Per molto tempo Mahler si era ispirato per le sue composizioni alla raccolta di poesie popolari di Des Knaben Wunderhorn curate e pubblicate da Achim von Arnim e Clemens Brentano. Il musicista scrisse diversi lieder su quei testi fiabeschi e leggendari e ne utilizzò alcuni anche nella seconda, terza e quarta sinfonia. Quando in seguito Mahler lesse le liriche del poeta Friedrich Rückert scoprì un autore a cui si sentiva affine per sensibilità e per il lirismo intimo e raffinato.
I primi lieder che egli scrisse su queste poesie risalgono all'estate del 1901 in un periodo in cui il musicista era felice per le novità nella sua vita, il fidanzamento con Alma e per la costruzione di una nuova casa a Maiernigg, sul lago Wörthersee, immersa nella natura che tanto amava. I cinque lieder furono composti in breve tempo, fra l'estate del 1901 e quella del 1902, contemporaneamente alla quinta sinfonia che, tra l'altro, non prevedeva parti cantate, e i primi tre brani dei Kindertotenlieder.
Le cinque liriche presero il nome di Rückert-Lieder e furono pubblicate dall'editore Kahnt nel 1905. La prima esecuzione avvenne a Vienna alla Großer Musikvereinsaal il 29 gennaio 1905 con la direzione dello stesso Mahler. Nella stessa serata vennero eseguiti anche i Kindertotenlieder; il musicista volle questo abbinamento per equilibrare un lavoro cupo e doloroso con una raccolta più serena e dall'atmosfera disincantata.; mentre per i primi dette però indicazioni categoriche, non ammettendo modifiche né per gli esecutori né per la sequenza dei brani, per gli altri cinque lieder non lasciò nessuna prescrizione per l'ordine di esecuzione, lasciando la scelta agli interpreti, anche la parte cantata poteva essere affidata a un baritono o a un contralto; infine usò una formazione orchestrale differente per ognuno dei cinque brani.

## Struttura e analisi
- 1. Blicke mir nicht in die Lieder (Non spiare le mie canzoni), Sehr lebhaft (Fa maggiore)

"Le api, quando costruisco l'alveare, non lasciano che nessuno le sorprenda; ma dopo aver deposto il miele dorato, allora sarai tu che lo potrai gustare". Mahler, come Rückert, non tollerava che qualcuno volesse conoscere i suoi lavori prima che li terminasse. Il brano, molto vivace nell'indicazione, presenta un andamento fuggitivo fatto di quartine di crome che scorrono; la musica, caratterizzata da una sottile ironia, è fluente e leggera. L'orchestra non presenta modifiche.
- 2. Ich atmet' einen linden Duft (Respiravo un dolce profumo), Sehr zart und innig (Re maggiore)

L'indicazione, molto delicato e intimo, definisce l'atmosfera del brano, dolce e tenero. Mahler gioca con le parole usando "Linden" (tiglio) e l'aggettivo "linden" (dolce): "questo ramo di tiglio tu l'hai dolcemente tagliato dall'albero per me. Respiro il suo profumo". L'ambientazione serena ed estiva evocata dalla musica suggerisce una rassicurante confidenza tra due esseri che rifuggono da qualsiasi visione dolorosa che possa turbarli. Il carattere delicato è riproposto dalla strumentazione che è priva negli archi di violoncelli e contrabbassi e presenta momenti da solista per i fiati.
- 3. Ich bin der Welt abhanden gekommen (Perduto ormai io sono per il mondo), Äußerst langsam und zurückhaltend (Fa maggiore)

Il lied, probabilmente il più sentito di tutto il ciclo, propone, con grande intensità, l'immagine di chi, avendo percorso tutte le strade del mondo, è ormai giunto a una libertà e a una immobilità nel tempo tanto da poter finalmente contemplare la bellezza di ciò che lo circonda con atteggiamento mistico e distaccato. Estremamente lento e cauto è indicato sulla partitura, una notazione che porta quasi a una staticità espressiva che si riflette anche sull'armonia e sul ritmo che mutano di poco.  L'orchestra comprende oboe, corno inglese, due fagotti, due corni, arpa e archi.
- 4. Um mitternacht (A mezzanotte) Ruhig, gleichmäßig

Calmo e costante è l'indicazione in partitura. L'ora notturna è il momento più adatto per riflettere su se stessi e sul destino che ci si aspetta; è il tempo dei pensieri e delle scelte. "A mezzanotte ho levato gli occhi al cielo, ma le stelle non mi hanno sorriso. Ho contato i battiti del mio cuore. Ho preso parte alle tue sofferenze umanità... A mezzanotte ho rimesso la mia forza nelle tue mani, Signore!" La solitudine e la malinconia dell'autore sono espresse da scale discendenti fino ai toni bassi, profondi; la partitura ha una tessitura estremamente severa ben rappresentata dall'orchestra che contempla tutti gli strumenti con l'esclusione degli archi. La preoccupazione del poeta per il destino dell'umanità è intessuta con i suoni della natura cantata dai fiati per giungere infine, con un intenso crescendo, a un finale col suono squillante degli ottoni per conferire fiducia nella grazia divina.
- 5. Liebst du um Schoenheit? (Mi ami per la bellezza?) Innig

Questo è l'ultimo lied del ciclo che Mahler ha scritto, dedicandolo alla moglie; composto nell'agosto 1902 è una vera canzone d'amore per Alma, quattro mesi dopo il matrimonio. Il brano è fresco e lieve e presenta un pizzico di ingenuità nei versi simili a una filastrocca. "Se mi ami per la bellezza, la gioventù o la ricchezza, allora non amarmi, ma se mi ami per amore, allora sì, amami per sempre, tu, che da sempre io amo!". Intimamente è l'indicazione per un brano che non ha tonalità in chiave e nemmeno un'orchestrazione originale dell'autore. Mahler lo compose per voce e pianoforte e fu poi trascritto, a cura dell'editore, per un complesso strumentale comprendente legni (senza flauti), quattro corni, arpa e archi.

## Organico
Contralto o baritono. Orchestra (varia per ogni singolo lied) formata complessivamente da: due flauti, oboe d'amore, due oboi, corno inglese, due clarinetti, due fagotti, controfagotto, quattro corni, due trombe, tre tromboni, basso tuba, timpani, celesta, arpa, pianoforte, archi